# Svatá Jenovéfa
Svatá Jenovéfa (také Jenůfa, francouzsky: Sainte Geneviève, latinsky: Sancta Genovefa, Genoveva; cca 419/422 n. l. – 502/512 n. l.) je v římskokatolické a ortodoxní tradici patronka Paříže. Její svátek připadá na 3. ledna.
Svatá Jenovéfa se narodila v Nanterre a po setkání s Germanem z Auxerre a Lupusem z Troyes se přestěhovala do Paříže (tehdy známé jako Lutetia) a zasvětila se křesťanskému životu. V roce 451 vedla „modlitební maratón“, o kterém se říkalo, že zachránil Paříž tím, že odklonil Attilovy Huny od města. Když germánský král Childerich I. obléhal město v roce 464, svatá Jenovéfa fungovala jako prostřednice mezi městem a jeho obléhateli, sbírala jídlo a přesvědčila Childericha, aby propustil své zajatce.

## Legendární život
Svatá Jenovéfa se narodila roku 421 v Nanterre u Paříže. Její rodiče měli ještě římská jména: Severus a Gerontia; Jenovéfa je již jméno franské. V patnácti letech složila před pařížským biskupem slib panenské čistoty. Když jí zemřeli rodiče, přestěhovala se natrvalo do Paříže. Žila velmi skromně; až do svého stáří jedla například jen ječný chléb a med. Když roku 451 hunský král Attila ohrožoval Paříž, svolala prý Jenovéfa pařížské ženy a vyzvala je k modlitbám a k postu. Měla vidění, že jedině tak město bude zachráněno. Attila se skutečně Paříži vyhnul a její obyvatelé tak Jenovéfu začali uctívat jako světici.
Při obléhání města franským králem Childerichem nastal hladomor. Jenovéfa se vydala na člunu po Seině a všude prosila venkovský lid o pomoc. Vrátila se s jedenácti loděmi naplněnými obilím. Na předměstí Paříže dala postavit ke cti sv. Diviše kapli, okolo které během let vznikl slavný klášter Saint-Denis. Zbožný lid jí prokazoval až do pokročilého stáří mimořádnou úctu.

## Smrt a kanonizace

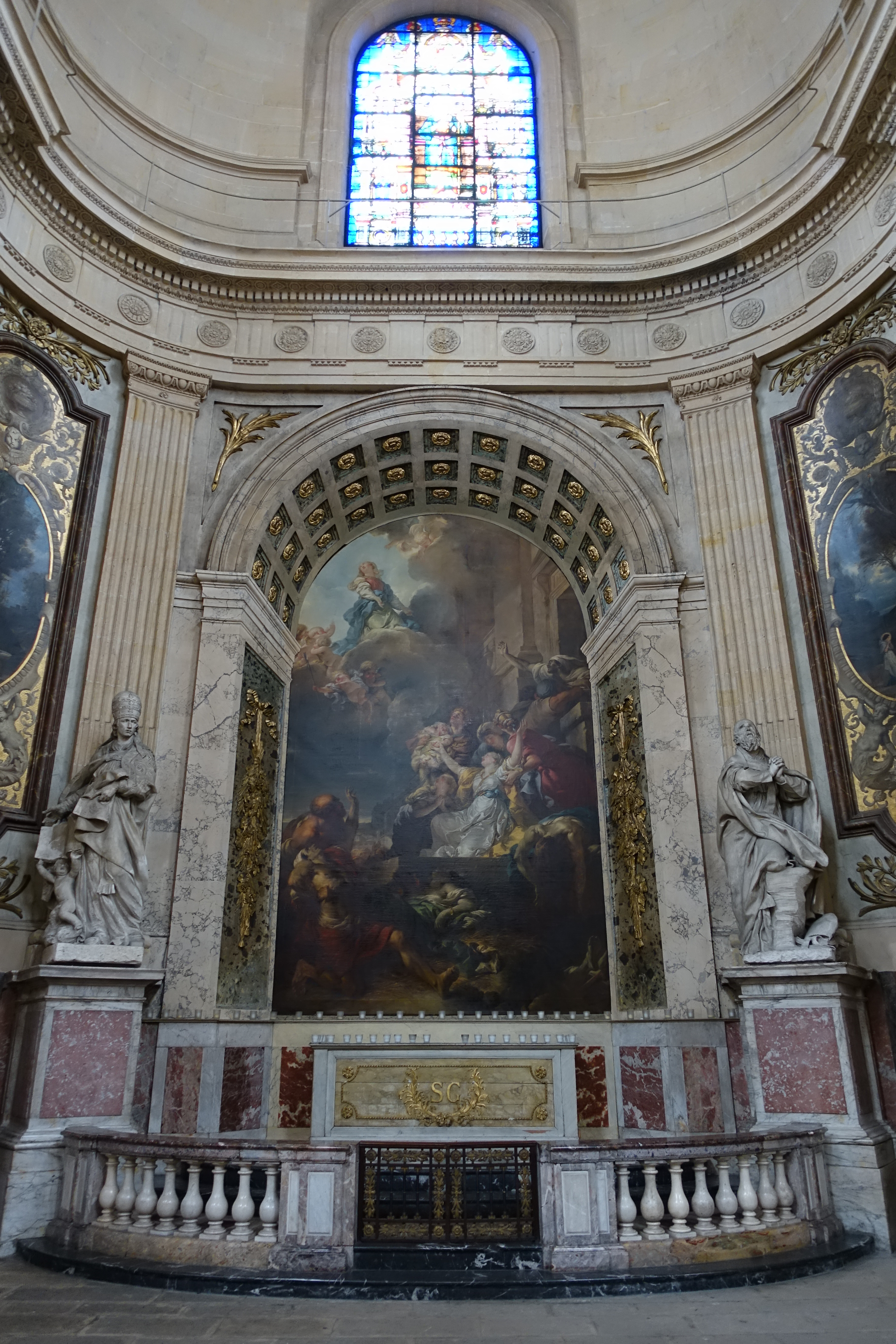
Zázrak uzdravení nemocné morem; kostel sv. Rocha v Paříži

Zemřela v roce 502 nebo 512 (dle pramenů) a byla pohřbena v kostele sv. Petra a Pavla, přejmenovaném pak na chrám sv. Jenovéfy. V okolí bylo postaveno benediktinské opatství. V chrámu byla uchována skříňka, zhotovená sv. Eligiem (od roku 640 biskup v Noyonu) s ostatky světice. Tento chrám byl v 9. století pobořen Normany a ve 12. století obnoven.
Roku 1130 řádil v Paříži mor a tehdy byly neseny v prosebném průvodu ostatky sv. Jenovéfy do hlavního chrámu. Zázrakem se tehdy uzdravilo mnoho lidí, a proto papež Inocenc II. nařídil, aby památka sv. Jenovéfy byla každoročně slavena.
Roku 1791 byly ostatky této patronky Paříže nevěřícími spáleny za Velké francouzské revoluce. Chrám sv. Jenovéfy byl proměněn na Panthéon, kde se pochovávají velcí francouzští myslitelé a umělci.